# Брунеј на Летњим олимпијским играма 1996.
Брунеј се такмичио на Олимпијским играма 1996. одржаним у Атланти (САД). од 19. јула до 4. августа. Ово је било његово друго учешће на олимпијским играма. Иако је Брунеј имао свој деби 1988. у Сеулу, пропустио је Олимпијске игре 1992. у Барселони и поново се вратио на овим играма. На играма у Атланти Брунеј се стварно такмичио, за разлику у 1988. када је Брунеј учествовао само са једним званичником.
Буренеј је учествовао само са једним такмичарем, принцом Султаната Брунеј Џефријем Болкијах Абдул Хакимом, који се такмичио у стрељаштву и носио националну заставу на свечаном отварању Игара.

## Резултати по спортовима

### Стрељаштво
Мушкарци
| Стрелац                    | Дисциплина | Квалификација | Квалификација | Финале           | Финале           | Плаасман | Детаљи |
| Стрелац                    | Дисциплина | Резултат      | Пласман       | Резултат         |                  | Плаасман | Детаљи |
| -------------------------- | ---------- | ------------- | ------------- | ---------------- | ---------------- | -------- | ------ |
| Џефри Болкијах Абдул Хаким | Скит       | 112           | =49           | Није се пласирао | Није се пласирао | = 49 /54 |        |